# Die Feinde (Peter Rosegger)

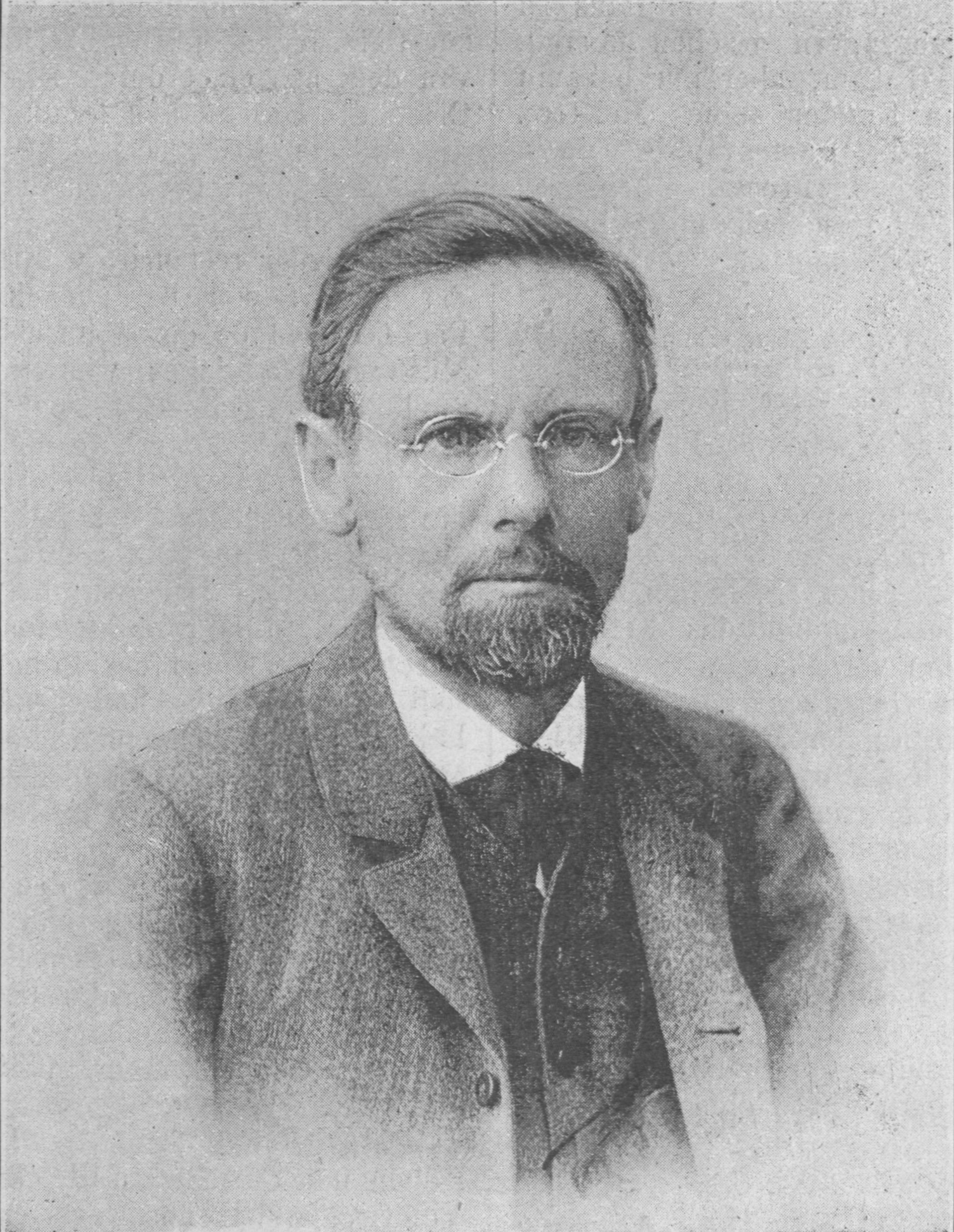
Peter Rosegger, 1893

Die Feinde ist eine Erzählung des österreichischen Schriftstellers Peter Rosegger,  die im April- und Maiheft 1900 (24. Jahrgang, Hefte 7 und 8) des Grazer Heimgartens erschien.

## Inhalt
Die Senk braust aus der Hochschlucht von der Gletscherwelt herab zum Ort der Handlung – in ein breites, bewaldetes Tal. Unten in der Aue führen zwei Holzbrücken über den Fluss. Über die untere Brücke ist das herrschaftliche Gut des Grafen Alban erreichbar und nahe bei der oberen liegt das zum Gut gehörige Bauerndorf sowie der Bahnhof.
Verfeindet waren Georg und Franz, am genannten Ort der Handlung aufgewachsen, seit Kinderzeiten. Auf der Schulbank hatten sie gerauft. Obwohl damals Georg körperlich der Stärkere gewesen war, hatte ihn Franz schon zu Schulzeiten verleumdet. Alle hatten Franz die Lügen, die er über Georg in die Welt gesetzt hatte, geglaubt.
Nicht anders ist es Jahrzehnte später, als Franz, nun Hausmeier auf dem Gut Seiner Exzellenz, des Grafen Alban, den vagabundierenden Strolch Georg trifft. Gewöhnlich ist Seine Exzellenz in Regierungsgeschäften an die Hauptstadt gebunden. Nun, mitten im schneereichen Winter, begibt er sich für eine Woche nach einer mehrstündigen Bahnfahrt unangemeldet zu Fuß auf sein tief verschneites Anwesen. Kurz vor dem Ziel des Fußmarsches rettet der Graf unter freiem Himmel Georg das Leben. Dieser Deserteur will sterben. Da der Menschenfreund Graf Alban einschreitet, wird das nichts. Als Seine Exzellenz den Hausmeier in die Aufpäppelungsversuche des Halberfrorenen einbezieht, macht Franz den Armenseelen-Schorschl, wie er seinen Schulkameraden schimpft, nach altbekannter Manier schlecht; vermutet, dieser Landstreicher sei in drei unaufgeklärte unnatürliche Todesfälle, die in dieser Gegend vorgekommen sind, verwickelt. Der Graf kümmert sich nicht um solche Gerüchte. Als er zu seinen Regierungsgeschäften vorzeitig in die Hauptstadt zurückgerufen wird, rettet er auf dem Wege zum eingeschneiten Bahnhof Georg zum zweiten Male das Leben. Der Unglückliche wollte sich im Dorfteich ertränken. Nichts da! Der den Grafen begleitende Franz muss sich an der Rettung beteiligen. In die Hauptstadt zurückgekehrt, spricht der Graf mit seinem Freund, dem General. Der alte Zigarren schmauchende Haudegen nimmt den Deserteur als Leibburschen.
Ein paar Monate später – der strenge Winter ist vorüber – hat der Graf seinen Freund endlich soweit. Der Militär lässt sich die Landwirtschaft des Grafen zeigen. Auf einem Waldspaziergang entdecken die beiden Herren zufällig, Franz hat Lärchen abholzen lassen. Das Geld für die Stämme hat der Hausmeier in die eigene Tasche gesteckt. Noch am selben Tag entlässt der Graf seinen untreuen Gutsverwalter und will Georg zum neuen Hausmeier ernennen. Der Leibbursche des Generals will heiraten. Das Agathl ist die Glückliche. Geht so nicht, wendet der General ein und entlässt den Bräutigam. Der Graf kann nun Georg als Verwalter einstellen und dieser – endlich wieder Zivilist geworden – könnte auf der Stelle heiraten.  Die erste Bewährungsprobe in Gestalt eines Hochwassers, das die brausende Senk führt, kommt auf den neuen Verwalter zu. Während Dorfbewohner mit Stangen und Haken Treibholz von der oberen Holzbrücke fernhalten, kämpft Georg allein auf der unteren gegen das Treibholz. Im Showdown kommt Intimfeind Franz herzu. Anstatt einer Stange oder eines Haken betritt er die untere Brücke mit einer Axt. Als Franz den neuen Verwalter erschlagen will, stürzt die Brücke ein. Die miteinander ringenden Feinde können sich an einer Balkenkonstruktion anklammern, werden vom Fluss hinabgetragen, kämpfen weiter gegeneinander und ertrinken beide.

## Ausgaben
- Die Feinde. S. 303–361 in Sonnenschein. Von Peter Rosegger. L. Staackmann, Leipzig 1902 (archive.org).
- Die Feinde. S. 138–187 in  Das Buch der Novellen. Zweiter Band. Von Peter Rosegger (Vom Vogel, der sein Nest vertan – Felix der Begehrte – Jung Hanele, die Trutzige – Die Feinde – Die Sennerin und ihre Freunde – Durch – Der Geldfeind – Das Ereignis in der Schrun – Maria im Elend – Empor zu Gott). L. Staackmann. Leipzig 1915